# Timothy Geithner
Timothy Franz Geithner (Nova Iorque, 18 de agosto de 1961) foi o 9º presidente do Banco da Reserva Federal de Nova Iorque e, por inerência, também vice-presidente do Federal Open Market Committee (FOMC). Foi nomeado secretário do Tesouro dos Estados Unidos por Barack Obama, tendo tomado posse a 26 de janeiro de 2009. A sua demissão tornou-se efetiva a 25 de janeiro de 2013.